# Le Pavillon-Sainte-Julie
Le Pavillon-Sainte-Julie település Franciaországban, Aube megyében. Lakosainak száma 278 fő (2022. január 1.). Le Pavillon-Sainte-Julie Dierrey-Saint-Pierre, Échemines, Fontaine-les-Grès, Macey, Payns, Saint-Lyé, Savières és Villeloup községekkel határos.

## Népesség
A település népessége az elmúlt években az alábbi módon változott:
| Lakosok száma | 148  | 181  | 221  | 311  | 313  | 300  | 291  | 291  | 287  | 278  |
|               | 1968 | 1982 | 1990 | 2006 | 2013 | 2015 | 2017 | 2019 | 2020 | 2022 |